# Karl Peter Kremer

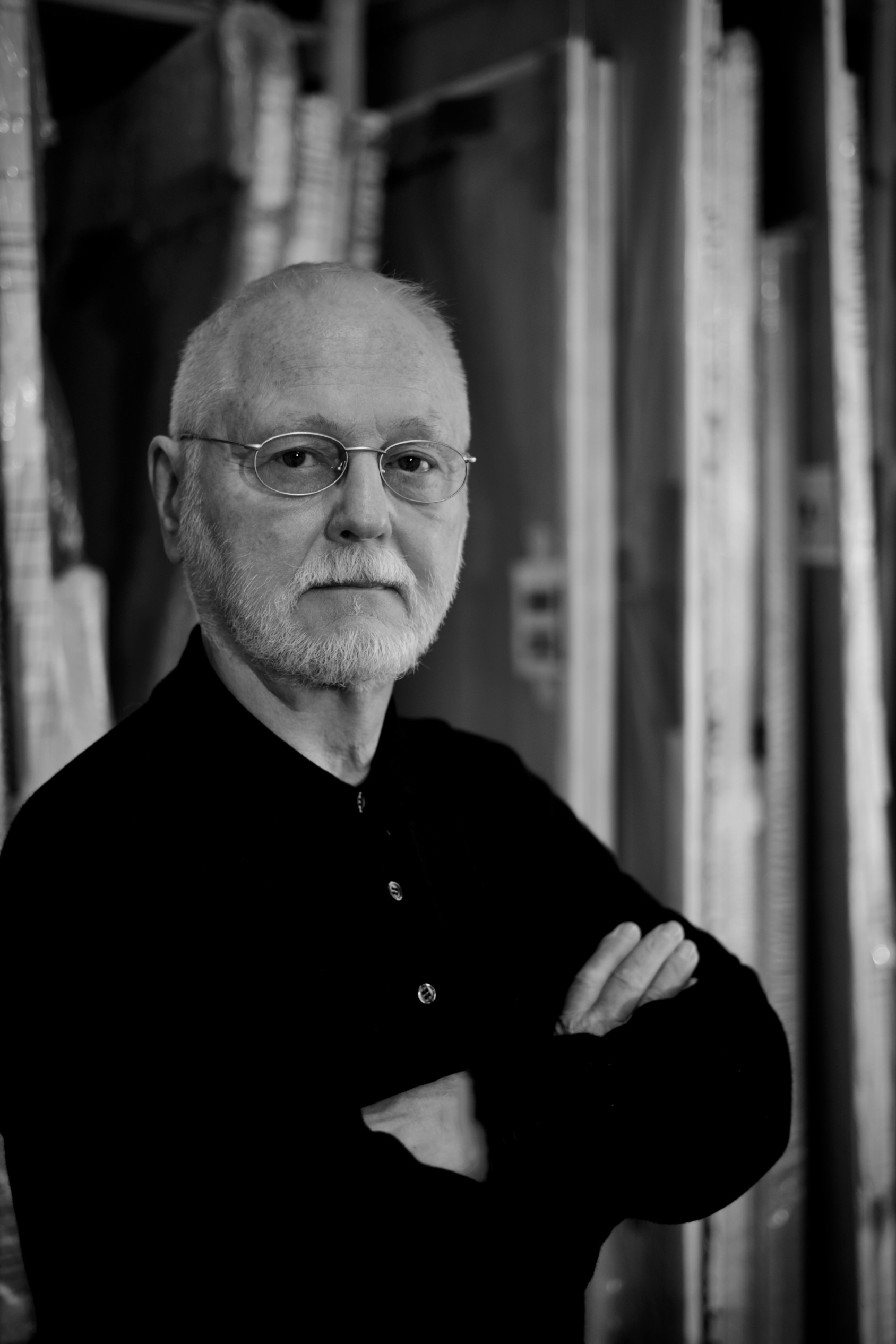
KP Kremer (2024)

Karl Peter „KP“ Kremer (* 13. Januar 1944 in Siegburg) ist ein deutscher Maler und Vertreter der Farbfeldmalerei.

## Leben und Ausbildung
Aufgewachsen ist Kremer in einer musischen Familie, sein Vater war Kontrabassist in einem Orchester und ein Cousin war Dirigent. 1958 begann Kremer eine dreijährige Ausbildung als Grafiker in einem Bonner Werbeatelier, wo er sich vorzugsweise für Plakatgestaltung interessierte. Kremer arbeitete zunächst als Schaufenstergestalter. Er bildete sich autodidaktisch weiter und kopierte berühmte Impressionisten wie Claude Monet, Camille Pissarro und Max Liebermann, um deren Farbgebung und Maltechnik zu erlernen. Es entstanden dabei die ersten eigenen Werke, nämlich realistische Landschaftspastelle, dann verfremdete Landschaften und in Folge mit unterschiedlichen Materialien, wie Papier, Stoff oder Leder, versehene Materialbilder.

## Künstlerischer Werdegang
Mit zwei Einzelausstellungen machte Kremer im Rheinland auf sich aufmerksam. Gewürdigt wurden insbesondere seine großformatigen Arbeiten, die ganzflächig aus schwarzem Seidenpapier bestehen. Im Rahmen der Vergabe des Bonner Kunstpreises erhielt er 1986 ein Kunststipendium. Die Städtische Galerie Villa Zanders in Bergisch Gladbach (heute: Kunstmuseum Villa Zanders) erwarb zwei seiner Seidenpapierarbeiten.
Kremer arbeitete als diplomierter Verwaltungsfachmann in der Kulturabteilung eines Bundesministeriums und war dort mit der Filmförderung betraut. 1985 wurde er zum Regierungsamtmann befördert. Er engagiert sich in der Bonner Künstlergruppe „Gruppe Konkret“, deren Mitgründer er war. Im Jahr 1992 zog Kremer in seinen Geburtsort Siegburg. Im folgenden Jahr zeigte er in einer Einzelausstellung im Stadtmuseum Siegburg erste großformatige Farbflächen. Die Stadt Siegburg stellte dem Künstler schließlich ein weitläufiges Atelier zur Verfügung, in dem zunehmend großformatige Werke entstanden. In einer umfassenden Einzelausstellung im Jahr 2009 im Kunstmuseum Villa Zanders in Bergisch Gladbach wurden seine Arbeiten, die von 2001 bis 2008 entstanden, gezeigt. Im Jahr 2014 veranstaltete das Kunsthaus Troisdorf eine Retrospektive zu Kremer. Anlässlich seines 80. Geburtstages wurden einige seiner Werke im Museum Burg Wissem gezeigt.

## Einzelausstellungen (Auswahl)
- 1981: Kurfürstliches Gärtnerhaus, Bonn, „Optische Strukturen“[11]
- 1982: Kunsthistorisches Institut der Universität Bonn, „Kleinformatige Arbeiten auf Papier“[12]
- 1984: Galerie Circulus, Bonn „Schwarzarbeit“ (Beitrag in Heft 40/41 der Zeitschrift „Circular“)[11]
- 1988: Chirurgische Abteilung St. Elisabeth-Krankenhaus, Bonn, Arbeiten 1982–1988[13]
- 1989: Galerie im Bürgerhaus der Stadt Neunkirchen/Saarland (Ausstellungskatalog)[14]
- 1993: Stadtmuseum Siegburg, „Arbeiten 1988–1993“[15][16]
- 2001: Siegwerk-Museum im Torhaus, Siegburg, „Neue Arbeiten“[17]
- 2009: Städtische Galerie Villa Zanders, Bergisch Gladbach, „Arbeiten 2001–2008“ (Ausstellungskatalog)[18]
- 2010: Galerie Ucher, Köln „Malerei“[19]
- 2012: Verein für aktuelle Kunst / Ruhrgebiet e. V., Zentrum Altenberg, Oberhausen „Malerei“ (mit S. Fernkorn und S. Kaschluhn)
- 2014: Städtische Galerie – Kunsthaus Troisdorf, „Rückblick – Werke 1982–2013“ (Eine Ausstellung zum siebzigsten Geburtstag)[10]
- 2019: Gesellschaft für Kunst und Gestaltung, Bonn, „K.P. Kremer, Arbeiten 1983–2018“[20]
- 2024: Museum Burg Wissem Künstlerbücher Collagen Malerei Grafik[21][22]

## Werke in öffentlichen Sammlungen (Auswahl)
- Museum Ludwig Köln (graphische Sammlung)[6]
- Deutscher Bundestag[23]